# ミクリ
ミクリ（実栗、三稜草、Sparganium erectum）は単子葉植物ガマ科（APG II以前ではミクリ科）ミクリ属の植物。ヤガラという別名で呼ばれることもある。陶穀の『清異録』には「削堅中尉」の別名がある。

## 分布
北半球の各地域とオーストラリアの湖沼、河川などに広く分布。日本でも全国に分布するが、数は減少している。

## 形態、生態

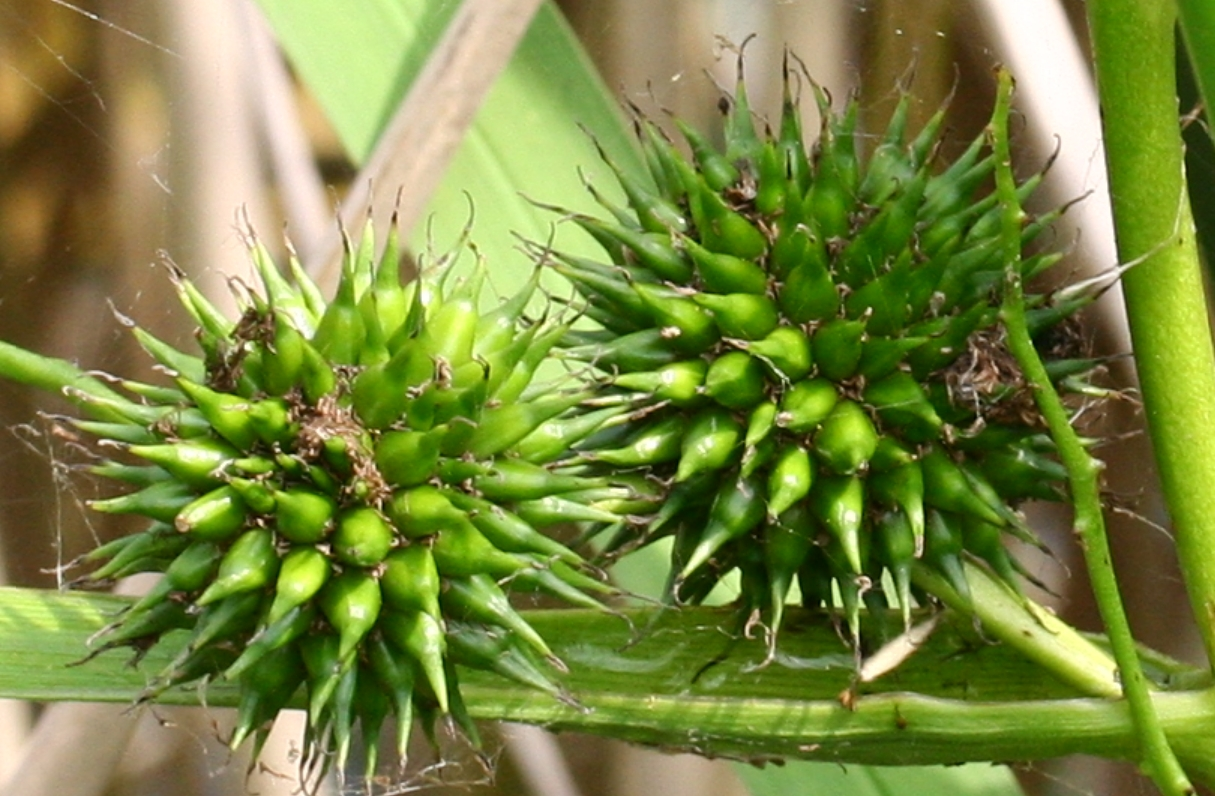
果実

多年生の抽水植物。地下茎を伸ばして株を増やし、そこから茎を直立させる。葉は線形で、草高は最大2mになる。
花期は6-9月、棘のある球状の頭状花序を形成する。花には雄性花と雌性花があり、枝分かれした花序にそれぞれ数個ずつ形成する。その花序の様子が栗のイガに似るため、ミクリ（実栗）の名がある。果実を形成する頃には、花序の直径は2-3cmになる。

## 利用
観賞用の水草として利用されることがある。